# داگلاس ایکس‌تی۳دی
داگلاس ایکس‌تی۳دی (به انگلیسی: Douglas XT3D) یک هواپیمای ساختِ کارخانهٔ شرکت هواپیماسازی داگلاس در کشور ایالات متحده آمریکا است. نخستین استفاده‌کنندهٔ این هواپیما نیروی دریایی ایالات متحده آمریکا بوده‌است. این هواپیما برای نخستین بار در ۱۹۳۱ میلادی مورد استفاده قرار گرفت.